# Yves Butel
Yves Butel (ur. 1 listopada 1948 w Abbeville) – francuski polityk, poseł do Parlamentu Europejskiego (1999–2004).

## Życiorys
Z zawodu fizjoterapeuta. Zajmował stanowisko zastępcy mera Abbeville. Był także (od 2001) radnym rady generalnej Sommy. Związany z organizacjami łowieckimi, stanął na czele federacji myśliwych w tym departamencie.
W wyborach w 1999 z ramienia partii Łowiectwo, Wędkarstwo, Przyroda, Tradycja (CPNT) uzyskał mandat posła do Parlamentu Europejskiego V kadencji. Należał do Grupy na rzecz Europy Demokracji i Różnorodności (od 2002 jako jej współprzewodniczący), pracował w Komisji Przemysłu, Handlu Zewnętrznego, Badań Naukowych i Energii. W PE zasiadał do 2004.
W 2015 wybrany na radnego regionu Nord-Pas-de-Calais-Pikardia (przemianowanego następnie na Hauts-de-France); w 2021 utrzymał mandat na kolejną kadencję.